# Vento di passione (telenovela)
Vento di passione è una miniserie brasiliana prodotta dalla TV Globo. Il titolo originale è Aquarela do Brasil. In Brasile è stata trasmessa da TV Globo dal 22 agosto al 1º dicembre 2000, mentre in Italia è stata trasmessa da Rete 4 nel 2001, da Rai 3 nel 2009 e da Tv2000 nel 2016.

## Trama
Si tratta di una storia romantica, ambientata a Rio de Janeiro nel 1940, e narra di una cantante di musica popolare durante il periodo d'oro della Radio, epoca in cui in Brasile c'era la dittatura di Getúlio Vargas.
La cantante Isaura Pereira, in arte Isa (o Isadora) Galvao, si innamora del capitano Helio Aguiar, il quale indaga su Felipe, zio di Isa, sospettato di essere una spia nazista perché nel terrazzo di casa sua è stata trovata una radio ricetrasmittente che manda messaggi in Germania. In passato Felipe aveva aderito all'organizzazione fascista Ação Integralista Brasileira, ma in seguito abbandonò il movimento, iniziando a far emigrare gli ebrei in Brasile.
Isa si trasferisce a Rio de Janeiro per lavorare presso Radio Carioca, e lì vi conosce il pianista Mario Lopez. Il proprietario di Radio Carioca è Armando Vasquez, il quale è sposato con Dulce e ha un'amante di nome Laura (nella parte originale viene indicata come Velma).
Intanto Felipe viene liberato  perché si scopre che la ricetrasmittente l'avevano messa una coppia di ebrei da lui salvata, ma che in realtà erano spie naziste. Dall'Europa arrivano in Brasile degli ebrei fuggiti dai campi di sterminio, e tra di essi c'è una giovane ragazza, Bela Landau, con suo marito, Axel Bauer, un tedesco disertore. Bela riesce a entrare in Brasile, mentre suo marito non può perché non è ebreo. Felipe si innamora di Bela.
Helio e Mario partono per la guerra, mentre Isa si iscrive alla croce rossa e parte anch'essa per la guerra. In Italia Isa e Helio si incontrano e si sposano. Finita la guerra, tornano in Brasile, ma la guerra ha causato problemi fisici a Helio, tra cui l'impotenza. I due si lasciano e Isa torna da Mario alla radio. Intanto Axel manda una lettera a Bela in cui le riferisce di essere ad Amsterdam, ma lei preferisce sposarsi con Felipe.
Alcuni anni dopo, nel 1951,  Helio ha risolto i suoi problemi d'impotenza e torna da Isa.